# Episodi di Senza traccia (terza stagione)
La terza stagione della serie televisiva Senza traccia è composta da 23 episodi ed è stata trasmessa in prima visione negli Stati Uniti da CBS dal 23 settembre 2004 al 19 maggio 2005.
In Italia è andata in onda da Rai 2 dal 17 novembre 2006 al 5 gennaio 2007.
| nº | Titolo originale         | Titolo italiano         | Prima TV USA      | Prima TV Italia  |
| -- | ------------------------ | ----------------------- | ----------------- | ---------------- |
| 1  | In the Dark              | Nell'oscurità           | 23 settembre 2004 | 17 novembre 2006 |
| 2  | Thou Shalt Not           | Senso di colpa          | 7 ottobre 2004    | 17 novembre 2006 |
| 3  | Light Years              | Anni luce               | 14 ottobre 2004   | 24 novembre 2006 |
| 4  | Upstairs Downstairs      | June                    | 21 ottobre 2004   | 24 novembre 2006 |
| 5  | American Goddess         | Il brutto anatroccolo   | 28 ottobre 2004   | 1º dicembre 2006 |
| 6  | Nickel And Dimed (1 e 2) | Invisibili (1 e 2)      | 4 novembre 2004   | 1º dicembre 2006 |
| 7  | Nickel And Dimed (1 e 2) | Invisibili (1 e 2)      | 11 novembre 2004  | 1º dicembre 2006 |
| 8  | Doppelganger II          | Doppio inganno          | 18 novembre 2004  | 2 dicembre 2006  |
| 9  | Trials                   | Il passato che torna    | 25 novembre 2004  | 2 dicembre 2006  |
| 10 | Malone v. Malone         | Malone contro Malone    | 9 dicembre 2004   | 8 dicembre 2006  |
| 11 | 4.0                      | Rose                    | 6 gennaio 2005    | 8 dicembre 2006  |
| 12 | Penitence                | La penitenza            | 13 gennaio 2005   | 9 dicembre 2006  |
| 13 | Volcano                  | Un papà per Ian         | 3 febbraio 2005   | 9 dicembre 2006  |
| 14 | Neither Rain Nor Sleet   | La postina              | 10 febbraio 2005  | 15 dicembre 2006 |
| 15 | Party Girl               | Morte in diretta        | 17 febbraio 2005  | 15 dicembre 2006 |
| 16 | Manhunt                  | Caccia all'uomo         | 24 febbraio 2005  | 16 dicembre 2006 |
| 17 | Lone Star                | Tre settimane di troppo | 10 marzo 2005     | 16 dicembre 2006 |
| 18 | Transitions              | Transizioni             | 31 marzo 2005     | 22 dicembre 2006 |
| 19 | Second Sight             | Oltre lo sguardo        | 14 aprile 2005    | 22 dicembre 2006 |
| 20 | The Bogie Man            | Pregiudizi              | 4 maggio 2005     | 29 dicembre 2006 |
| 21 | Off the Tracks           | Senza speranza          | 5 maggio 2005     | 29 dicembre 2006 |
| 22 | John Michaels            | Lo sconosciuto          | 12 maggio 2005    | 5 gennaio 2007   |
| 23 | Endgame                  | Finale di partita       | 19 maggio 2005    | 5 gennaio 2007   |

## Nell'oscurità
- Titolo originale: In The Dark
- Diretto da: Paul Holahan
- Scritto da: Hank Steinberg

### Trama
Un'adolescente insieme alla sua istruttrice scompaiono mentre sono in campeggio. Jack va a Chicago per il divorzio, mentre Vivian prende il suo posto per lavorare al caso. Alla fine, la ragazza viene trovata per strada, invece la sua istruttrice viene trovata nel capanno dove il suo aguzzino l'ha rapita.
- Ascolti TV Italia: 2 539 000 telespettatori[1]

## Senso di colpa
- Titolo originale: Thou Shalt Not
- Diretto da: Randy Zisk
- Scritto da: Jennifer Levin

### Trama
Un'infermiera dell'ospedale locale scompare dopo essersi fermata sul ciglio della strada per cambiare una gomma, mentre stava tornando a casa. La squadra scopre che lei e suo marito sono ricercati dall'FBI per aver ordito un attentato in una clinica anni prima. L'infermiera viene trovata da Sam in un magazzino dell'ospedale legata con una bomba a orologeria e chiusa in una cassa per poi essere uccisa da un cecchino misterioso prima che Sam le metta le manette.
- Ascolti TV Italia: 2 800 000 telespettatori[1]

## Anni luce
- Titolo originale: Light Years
- Diretto da: Craig Zisk
- Scritto da: Greg Walker

### Trama
Un tecnico dei raggi X scompare misteriosamente. La squadra scopre che la sua ossessione ha a che fare con eventi della sua infanzia che sono stati confusi. Il ragazzo viene ritrovato nel luogo dove subì il suo trauma.

## June
- Titolo originale: Upstairs Downstairs
- Diretto da: Timothy Busfield
- Scritto da: Hank Steinberg e Judy Sachs

### Trama
Una bambinaia scompare dalla casa del suo datore di lavoro dopo essere stata licenziata ingiustamente per furto. Anche la bambina di cui si era presa cura scompare. La squadra scopre una sequenza di eventi che punta il dito sui suoi genitori. La bambina è morta per negligenza della madre e il padre ha fatto in modo di far accusare la bambinaia.

## Il brutto anatroccolo
- Titolo originale: American Godness
- Diretto da: Tony Goldywn
- Scritto da: Maria Maggenti

### Trama
La vincitrice di un noto programma televisivo scompare dall'evento e la squadra ipotizza che sia stata rapita. Ma si rendono conto che ha problemi personali che hanno contribuito alla sua scomparsa. La ragazza viene ritrovata in una stanza d'albergo, convalescente dopo un'operazione di chirurgia finita male.
- Ascolti TV Italia: 2 999 000 telespettatori[2]

## Invisibili
- Titolo originale: Nickel and Dimed (Part I e II)
- Diretto da: Martha Mitchell e John F. Showalter
- Scritto da: David Amann e Jan Nash

### Trama
Una giovane madre single scompare dopo aver lasciato suo figlio dalla babysitter. La squadra scopre che la donna ha dovuto lottare con problemi economici ed era disperata per aver perso il lavoro. La ragazza è morta, uccisa dal trafficante di droga per cui lavorava.
- Ascolti TV Italia: 2 999 000 telespettatori[2]

## Doppio inganno
- Titolo originale: Doppelganger II
- Diretto da: Timothy Busfield
- Scritto da: Hank Steinberg

### Trama
Una senzatetto scompare da un ostello, portando la squadra a esaminare un caso su due fratelli colpevoli di vari omicidi di senzatetto, che adesso potrebbero tornare a uccidere. Sebbene uno dei due sia in prigione, l'altro invece potrebbe essere responsabile dei delitti. Alla fine, la senzatetto viene uccisa da uno dei due fratelli.

## Il passato che torna
- Titolo originale: Trials
- Diretto da: David Von Acken
- Scritto da: David H. Goodman

### Trama
Un vecchio giurato scompare dopo che la giuria è stata dimezzata per un caso di omicidio. La squadra scopre il passato dell'uomo, che aveva avuto a che fare con i nazisti. L'uomo viene ritrovato nell'appartamento di un ufficiale nazista dopo che ha fatto portare in Israele quest'ultimo.

## Malone contro Malone
- Titolo originale: Malone v. Malone
- Scritto e diretto da: Hank Steinberg

### Trama
La squadra organizza una festa di Natale ma viene allertata per un caso di scomparsa. Nel frattempo il divorzio di Jack va avanti, con Maria e il suo avvocato che arrivano negli uffici dell'FBI per la deposizione di Jack.

## Rose
- Titolo originale: 4.0
- Diretto da: Ken Collins
- Scritto da: Jennifer Levin

### Trama
Una studentessa scompare da una fermata dell'autobus dopo aver parlato con le sue amiche. La squadra scopre che dietro alla sua immagine perfetta la ragazza nasconde un segreto. Alla fine, la studentessa viene trovata da Jack nel centro sportivo.

## Il pentimento
- Titolo originale: Penitence
- Diretto da: Scott White
- Scritto da: Allison Abner

### Trama
Un detenuto scompare poche settimane prima di essere messo in libertà vigilata. Sua sorella contatta Jack e le autorità dicono che sia sparito dopo una rissa nell'ora d'aria, ma sua sorella crede il contrario, poiché suo fratello in carcere si era avvicinato a Dio. La squadra scopre che l'uomo faceva parte di una banda ariana ed è stato coinvolto in un complotto per far tacere un testimone che è stato condannato alla pena capitale.  Alla fine il detenuto è stato ucciso dal suo compagno di cella.

## Un papà per Ian
- Titolo originale: Volcano
- Diretto da: John F. Showalter
- Scritto da: Greg Walker

### Trama
Un ragazzo autistico scompare durante una gita al Museo di Storia Naturale. Jack sospetta immediatamente del padre, dopo che ha mostrato dei comportamenti strani dopo la sparizione.  Alla fine, Il bambino viene ritrovato in un palazzo abbandonato.

## La postina
- Titolo originale: Neither Rain Nor Sleet
- Diretto da: Timothy Busfield
- Scritto da: Jan Nash

### Trama
Una postina scompare durante una giornata di lavoro. La squadra scopre a casa sua un DVD contenente della pedopornografia. Alla fine, la postina è stata uccisa dal fratello.

## Morte in diretta
- Titolo originale: Party Girl
- Diretto da: Rob Bailey
- Scritto da: Amanda Segal Marks

### Trama
Un'ereditiera viene rapita dal retro della sua limousine, mentre il suo autista è stato aggredito. La squadra scopre che l'ereditiera ha una vita sociale complicata e il suo rapitore ha pubblicato un video su Internet. Alla fine, l'ereditiera viene trovata legata in una fabbrica abbandonata.

## Caccia all'uomo
- Titolo originale: Manhunt
- Diretto da: Jeannot Swzarc
- Scritto da: David Amann

### Trama
Un dodicenne scompare dopo che sua madre ha visto un uomo che l'ha fatto salire in auto. Martin, che sta facendo jogging nella zona in quel momento, insegue l'auto per diversi isolati, per poi perderla di vista. La squadra scopre l'identità dell'uomo, sospetta che lui non abbia alcuna intenzione di toccare il ragazzino, usandolo per cancellare una tragedia accaduta un anno prima.  Il rapimento si conclude con la liberazione del bambino.

## Tre settimane di troppo
- Titolo originale: Lone Star
- Diretto da: Paul Holahan
- Scritto da: David Mongan

### Trama
Un agente immobiliare scompare dopo aver mostrato una proprietà a dei potenziali acquirenti. La squadra scopre che è un poliziotto sotto copertura per mettere le mani su un criminale. Alla fine, il poliziotto viene trovato da Jack dopo essere sceso dalla sua Jeep nel porto.

## Transizioni
- Titolo originale: Transition
- Diretto da: Timothy Busfield
- Scritto da: David H. Goodman

### Trama
Un'impiegata di una banca scompare dopo aver recitato con il coro di una chiesa. La squadra scopre che aveva interrotto ogni contatto con la famiglia e gli amici, e che le informazioni sul suo passato sono difficili da trovare. Intanto Vivian ha un collasso mentre sta lavorando al caso. Alla fine, la donna viene ritrovata in fin di vita dopo un incidente automobilistico.

## Oltre lo sguardo
- Titolo originale: Second Sight
- Diretto da: Jeff T. Thomas
- Scritto da: Jan Nash

### Trama
Una medium scompare dopo aver fatto una predizione con i tarocchi. Tra gli indizi, la squadra scopre che la donna aveva precedentemente sviluppato un bisogno disperato di 50 000 dollari ed era stata ricoverata in ospedale per una caduta dalle scale. Alla fine, la medium si è fatta viva e si è riconciliata con il padre.

## Pregiudizi
- Titolo originale: The Bogie Man
- Diretto da: Rob Bailey
- Scritto da: Jennifer Levin

### Trama
Una ragazza, ossessionata dalla morte dell'amica, scompare misteriosamente e la squadra indaga sul caso. La ragazza viene ritrovata intenta a partire dopo aver ricevuto un approccio sessuale dal padre.

## Senza speranza
- Titolo originale: Off the Tracks
- Diretto da: John F. Showalter
- Scritto da: Greg Walker

### Trama
Il fratello di Danny scompare dall'appartamento, dove conviveva con la sua compagna incinta e il figlio di nove anni. Danny scopre che suo fratello ha recentemente avuto legami con un ladro d'auto e che aveva avuto problemi ad acquistare l'officina che desiderava. Alla fine, l'uomo viene ritrovato in una fabbrica da Danny.

## Lo sconosciuto
- Titolo originale: John Mitchell
- Scritto e diretto da: Hank Steinberg

### Trama
Un misterioso pensionato scompare misteriosamente; l'uomo era sul punto di togliersi la vita, prima che fosse visto salire in un'auto nera con due sconosciuti. Jack conduce la ricerca, e nota che ci sono somiglianze tra la sua stessa vita e l'uomo misterioso. Alla fine, l'intero episodio era tutto un brutto sogno per Jack.

## Finale di partita
- Titolo originale: Endgame
- Diretto da: Jeannot Swzarc
- Scritto da: David Amman

### Trama
Una donna scompare misteriosamente mentre usciva furtivamente dal suo ufficio nello stesso momento in cui un poliziotto chiede al suo capo di indirizzarlo alla donna per un'indagine di routine. La squadra scopre che il poliziotto è in realtà un impostore. Intanto Vivian sta subendo un grosso intervento al cuore, proprio mentre il resto della squadra sta risolvendo il caso della donna. Dopo l'intervento di Vivian, Martin e Danny, mentre stanno trasportando un sospetto in carcere, cadono vittime in una sparatoria. Alla fine, la donna viene arrestata dopo aver commesso un omicidio sotto gli occhi della squadra di Jack.